# Esón (pintor)

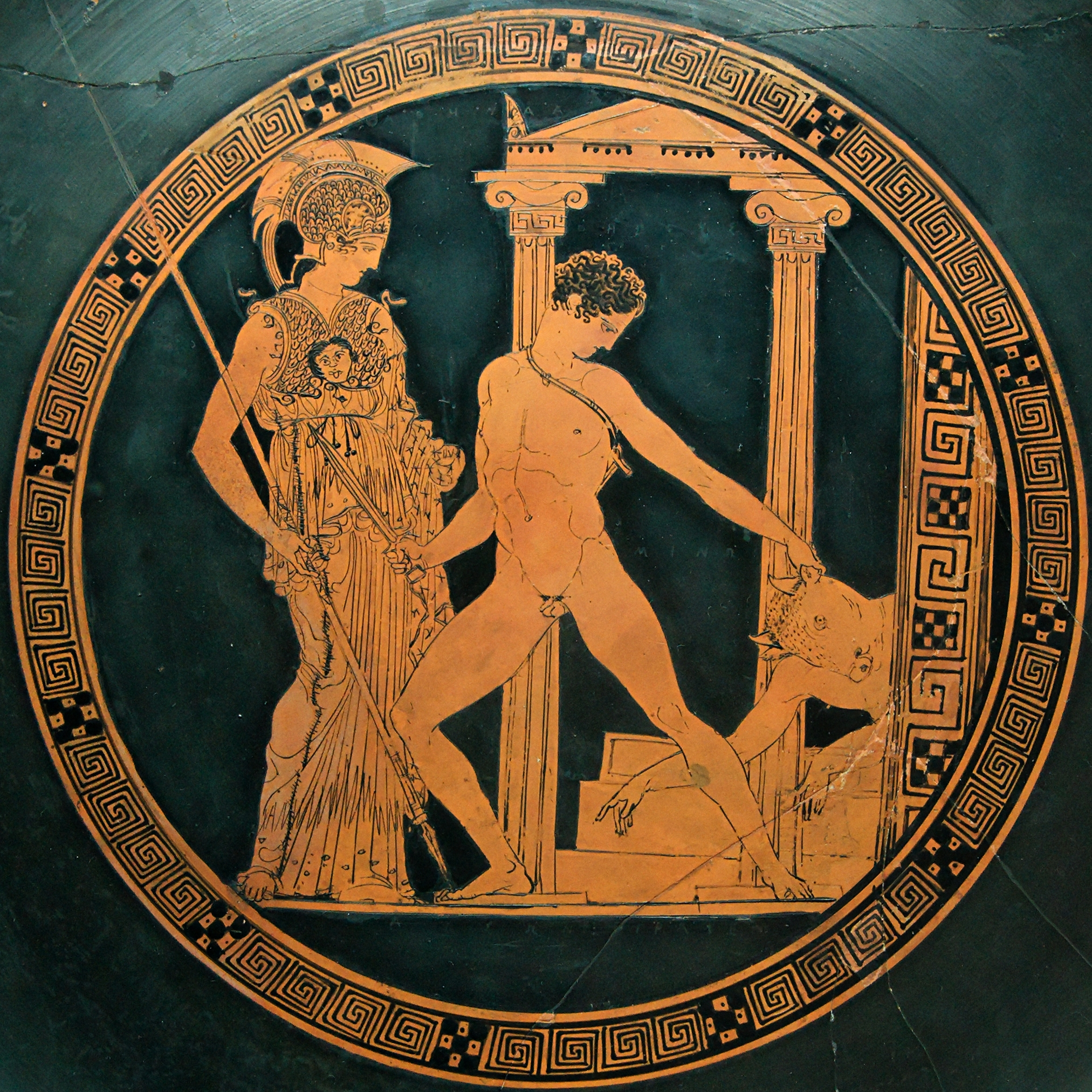
Teseo combatiendo al Minotauro: kílix ático de figuras rojas llamada «Copa de Esón», Museo Arqueológico Nacional de España (núm. inv. 11365).

Esón (en griego antiguo: Αἴσων) fue un pintor ático de cerámica de figuras rojas, activo alrededor del 440-420 a. C. Esón, un pintor de vasos de cerámica ática, es uno de los pocos pintores antiguos cuyo nombre se conoce. Su firma ΑΙΣΩΝ ΕΓΡΑΨΕΝ (Aisón egrapsen – Aisón lo pintó "dibujó"), el verbo griego grapho significa tanto "dibujo" como "escribo".

## Descubrimiento
El historiador del arte inglés John Beazley fue el primero que estudió las cerámicas similares al estilo de una copa del Museo Arqueológico Nacional en Madrid, que representan las hazañas de Teseo en las que figura la firma «en griego antiguo: Αἴσων ⁝ ἔγραψεν». Atribuyó, por comparación estilística, unos 80 vasos, varios de los cuales solo recientemente le han sido atribuidos.

## Estilo
Su estilo se caracteriza por las figuras clásicas inspiradas en las del Partenón, en un estilo realista y bien diferenciado del utilizado en el templo ateniense. 
La forma de vaso más popular de este artista fue el pélice, de la cual se han encontrado 17 solo en Italia. Además de su posible colaboración con el Pintor de Shuválov, derivada de sus frecuentes visitas al mismo taller de cerámica, también es posible su colaboración con el taller del Pintor de Midias, y su obra también presenta ciertas analogías con la del Pintor de la Academia Su obra presenta las mayores similitudes estilísticas con la obra del pintor de Kodra, de un período ligeramente anterior, hasta tal punto que la experta en arte griego Amalia Avramidouvá tuvo dificultades para identificar al autor de algunas pinturas de vasos. También en el caso de estos dos pintores de vasos, el origen de las similitudes se explica por el hecho de que asistieron al mismo taller, en este caso especializado en la producción de kílices (copas) aunque estos decorados por Esón son de menor peso, mientras que las copas decoradas por el Pintor de Codro son todas del tipo B, en respuesta a la demanda del mercado etrusco al que se exportaron.
La diferencia en la calidad de sus obras se debe probablemente a sus frecuentes cambios de taller. Dos lécitos —el del Louvre y el del Museo Arqueológico Nacional de Atenas—, marcan claramente un punto de inflexión en la vida del artista cuando abrazó el culto a Adonis. En el tercer taller en el que estuvo pintando, trabajó con los pintores de Shuválov y de Eretria. Allí pintó sobre todo recipientes cerrados en su mayoría. Los tres artistas continuaron la tradición pictórica de Polignoto.
Esón parece haber sido un pintor que intentó adoptar diferentes orientaciones estilísticas, quizás en detrimento de la especificidad. Inicialmente, predominan sus escenas mitológicas, especialmente las que resaltaban las hazañas de Teseo al estilo de la Atenas de Pericles, pero posteriormente se dedicó a la pintura de género (comenzó a trabajar en la época de Fidias). Muchas de sus obras se han encontrado en Italia, especialmente en Campania, no solo en el antiguo territorio griego, sino también en Suessola o Nola. En aquellos años, esta región representó un importante mercado de exportación para más de cuarenta pintores de vasos atenienses, e incluso fue exclusiva para algunos.

## Obras
Decoró vasos de varios tipos, ánforas, lécitos, píxides o kílices, pero en su mayoría no de grandes dimensiones.

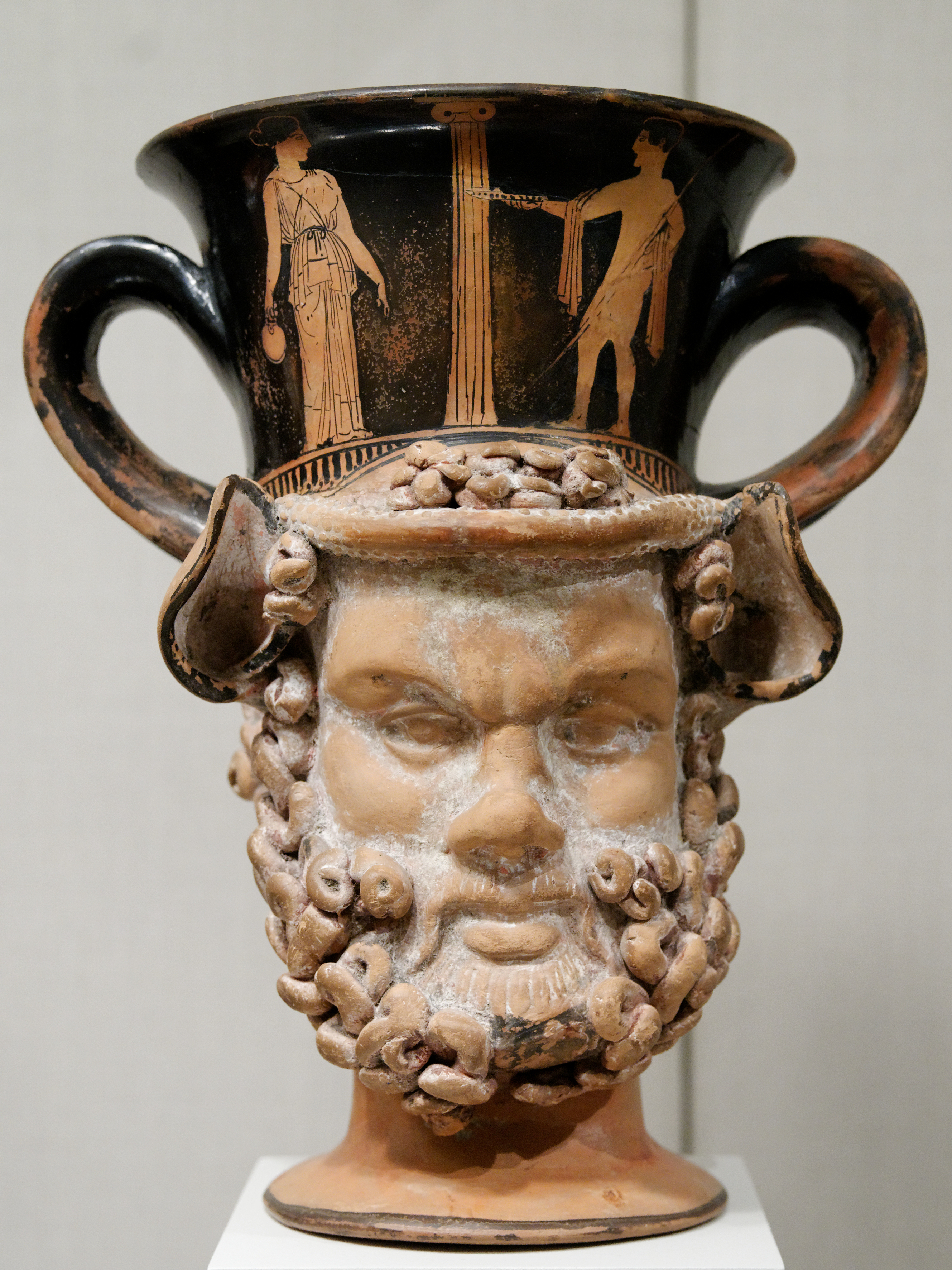
Cántaros con figuras femeninas y un sátiro, procedente de las excavaciones de la ciudad italiana de Spina. Museo Metropolitano de Arte.

Algunas de las obras que se le atribuyen son:
- Copa de Esón, kílix con las hazañas del héroe ateniense Teseo, de procedencia desconocida, exhibida en el Museo Arqueológico Nacional de España (Inv. 11365). Fue creada en el mismo taller donde el Pintor de Pentesilea estaba activo y al que más tarde se unió el pintor Aristófanes.[8]
- Ánfora de cuello, de entre 450 y 425 a. C., proveniente de las excavaciones de Nola, Italia, Museo Condé (OA 1193), Chantilly.[9]
- Lécito aribalístico de figuras rojas, c. 410 a. C., proveniencia desconocida, Museo del Louvre (L 58 = MNB 2109).[10]
- Cántaros con figuras femeninas y un sátiro, procedente de las excavaciones de la ciudad italiana de Espina. Museo Metropolitano de Arte.(Inv. 27.122.9), Nueva York.[11]
- Enócoe con la representación de una joven, procedente de las excavaciones de la ciudad italiana de Nola, conservado en el  Museo Británico (Cat. Vase E565)[12]
- Enócoe con las figuras de Artemisa, Apolo y Leto, procedencia desconocida, Museo del Ermitage, San Petersburgo.[13]
- Pélice proveniente del sur de Italia, Museo Arqueológico Nacional de Nápoles.